# Wardialing
Con il termine in lingua inglese wardialing (da war: guerra e to dial: comporre un numero telefonico) si indica l'utilizzo di un modem al fine di chiamare sistematicamente ogni terminale telefonico in una porzione della rete telefonica generale alla ricerca di modem con cui è possibile instaurare una comunicazione. L'operazione permette di individuare terminali informatici connessi alla rete telefonica mediante modem analogico: una volta scoperti i terminali, l'attaccante può analizzarli ed eventualmente tentare un'intrusione non autorizzata.

## Descrizione
Con la diffusione di Internet l'utilizzo di altre tipologie di reti informatiche si è drasticamente ridotto e tecniche quali il wardialing hanno via via trovato sempre minore applicazione.
Il nome di questa tecnica fa riferimento al film WarGames del 1983, nel quale il protagonista programma il proprio computer al fine di chiamare tutti i numeri telefonici di Sunnyvale (California). Sebbene questo metodo fosse già in auge prima dell'uscita del film, il termine wardialing divenne da allora popolare nella cultura informatica.
Un attuale fenomeno è il Wardriving, che consiste nella ricerca di reti wireless mediante l'uso di veicoli o a piedi. Wardriving deriva da wardialing anche se gli scopi delle tecniche sono, solitamente, diversi dato che il Wardriving viene di solito usato per "mappare" le reti wireless presenti in una determinata zona e a volte segnare la presenza di reti non protette tramite il Warchalking.
Affine al wardialing è il port scanning del protocollo TCP/IP, nel quale ogni porta TCP di ogni indirizzo IP viene esaminata per individuare eventuali programmi in ascolto su di essa. Contrariamente al wardialing questo metodo non risulta essere di disturbo per una persona, ma può comunque essere individuato.